# بيتا هيوز
بيتا هيوز (بالإنجليزية: Peta Hughes)‏ هي لاعبة الاسكواش أسترالية، ولدت في 29 مارس 1987 في Nambour ‏ في أستراليا.

## وصلات خارجية
- بيتا هيوز على موقع SquashInfo.com (الإنجليزية)